# 车辐山镇
车辐山镇，是中华人民共和国江苏省徐州市邳州市下辖的一个乡镇级行政单位。

## 行政区划
车辐山镇下辖以下地区：
车辐山村、车前村、新庄村、刘楼村、官厢村、红光村、杨滩村、运西村、友好村、任庄村、山南村、埠上村、梁河村、明远村、龙湖村和潘楼村。